# Rahel Minc
Rahel Minc oder Rachel Minc, auch Rahel Lipstein oder Rachel Lipstein (* 1899 in Łódź, Russisches Kaiserreich; † Juni 1978 im Kibbuz Tzora, Mateh Jehuda, Israel) war eine Schriftstellerin und Pädagogin polnisch-jüdischer Herkunft. Sie publizierte in deutscher und französischer Sprache.

## Leben
Minc besuchte Sprachkurse in Berlin und studierte Pädagogik an der Universität Berlin. Während dieser Zeit war sie gemeinsam mit Itka Horowitz, Dina Matus (mit der sie auch publizierte), Lea Dunkelblum und Rosa Schmulewitz Mitglied einer leninistischen Gruppe. Sie veröffentlichte 1921 und 1922 zwei Gedichtbände.
Am 2. Oktober 1922 lernte sie Nikos Kazantzakis kennen, der ihr später das Buch Ti ida sti Russia widmete. Minc ist das literarische Vorbild der Figuren Rala in der Odyssee (gemeinsam mit Rosa Luxemburg) und für Rahel in Toda-Raba, vielleicht auch Mei Ling in Buddha, Li-Te in Le Jardin des rochers und Noemi in Kapitän Michalis.
Nach ihrer Berliner Zeit war sie als Lehrerin und Pädagogin in skandinavischen Ländern und Polen tätig, teilweise als Mitarbeiterin von Janusz Korczak. Später kam sie nach Frankreich, wo sie nach Kriegsausbruch in der Résistance tätig war. Minc verlor fast alle Familienangehörigen in der Shoah, überlebte selbst jedoch durch die Hilfe eines französischen Paars, das auf Mincs Initiative später als Gerechte unter den Völkern ausgezeichnet wurde. Sie war auch selbst an der Rettung zahlreicher Verfolgter beteiligt.
Nach der Befreiung war sie bei der Zusammenführung von Displaced Persons mit ihrer Familie beschäftigt und in Kinderheimen tätig, sie veröffentlichte Kinderbibeldramen und Kinderbücher in französischer Sprache. Mehrere Auflagen in deutscher und französischer Sprache erfuhr ihre Broschüre Kinder der Nacht, in der Minc die Leidensgeschichten jüdischer Kinder während des Nationalsozialismus für ein jugendliches Publikum dokumentierte. Die Darstellung wird in der Sekundärliteratur als „pionierhaft“, aber getragen von einem „heute eher fremden Duktus von betulichem Humanismus“ charakterisiert.
Ihre letzten Jahre verbrachte sie im Kibbuz Tzora.

## Werke

### Deutschsprachig
- Zwischen dem Abend- und Morgenrot. Achrid,  Łódź 1921. (Kompositionen von Dina Matus; Auszüge als Digitalisat)
- Tagnächte meines Frühlings. Leon Hirsch, Berlin 1922.
- Kinder der Nacht. Schicksale jüdischer Kinder 1939–1945. Hirschgraben, Frankfurt/Main 1963. (weitere Auflagen unter dem Titel Kinder der Nächte: 2. Auflage 1964, 3. Auflage 1966, 4. Auflage 1970)

### Französischsprachig
- Psaumes. Cahiers d'art et d'amitié, Paris 1949.
- Les Psaumes restent eternels.: Jeu dramatique en dix tableaux avec prologue et epilogue. Editions polyglottes, Paris 1954.
- Le palais aux portes ouvertes et son grand roi. Comptoir du livre du Keren Hasefer, Paris 1958.
- La coupe de Bagdad. Service Technique pour l’Education F.S.J.U., Paris 1961.
- L’enfer des innocents, les enfants juifs dans la tourmente nazie. Éditions du Centurion, Paris 1966. (Übersetzung von Kinder der Nacht)
- Les aubes de l'exil. Les aveux d'Eve-Hava, mère des humains. Poèmes. Paragraphes littéraires de Paris, Paris 1972.
- Entre l’or et la flamme. L’histoire de Moise. Éditions de l'Avenir, Genf 1975.
- Pour offrir la rosée. Librairie Colbo, Paris 1975.